# Akodon iniscatus
Akodon iniscatus is een zoogdier uit de familie van de Cricetidae. De wetenschappelijke naam van de soort werd voor het eerst geldig gepubliceerd door Thomas in 1919.

## Verspreidingsgebied
De soort wordt aangetroffen in Argentinië en Chili.